# Uugarsiorfik
Uugarsiorfik [ˈuːɣɑsːiˌɔfːik] (nach alter Rechtschreibung Ûgarsiorfik) ist eine wüst gefallene grönländische Siedlung im Distrikt Nuuk in der Kommuneqarfik Sermersooq.

## Lage
Uugarsiorfik liegt in einem sehr zerklüfteten Gebiet am Uugarsiorfiup Sullua, dem Mündungsarm des Fjords Kaannaatsoq. Der nächstgelegene Ort ist Qeqertarsuatsiaat 16 km südöstlich.

## Geschichte
Uugarsiorfik wurde erstmals 1886 erwähnt und von daher davor besiedelt. Ab 1911 gehörte Uugarsiorfik zur Gemeinde Fiskenæsset.
1918 zählte man 35 Bewohner, die in drei Häusern lebten. Die Bevölkerung hatte ursprünglich der Herrnhuter Brüdergemeine angehört. Unter den Bewohnern waren drei Jäger und ein Fischer sowie ein unausgebildeter Katechet. Die Bevölkerung lebte wie üblich von der Jagd. In den 1910er Jahren war die Robbenjagd verglichen mit der Umgebung besonders ertragsreich.
Die Einwohnerzahl sank in den folgenden Jahrzehnten stetig, bis der Wohnplatz 1943 von den letzten 15 Bewohnern verlassen und damit aufgegeben wurde.